# Ілиджа
Ілиджа (сербохорв. Ilidža/Илиджа) — місто в центрі Боснії і Герцеговини. Є адміністративним центром громади Ілиджа і головним передмістям Сараєво. Недалеко від нього знаходяться аеропорт Сараєво і мальовничий струмок Врело-Босні.

## Географія

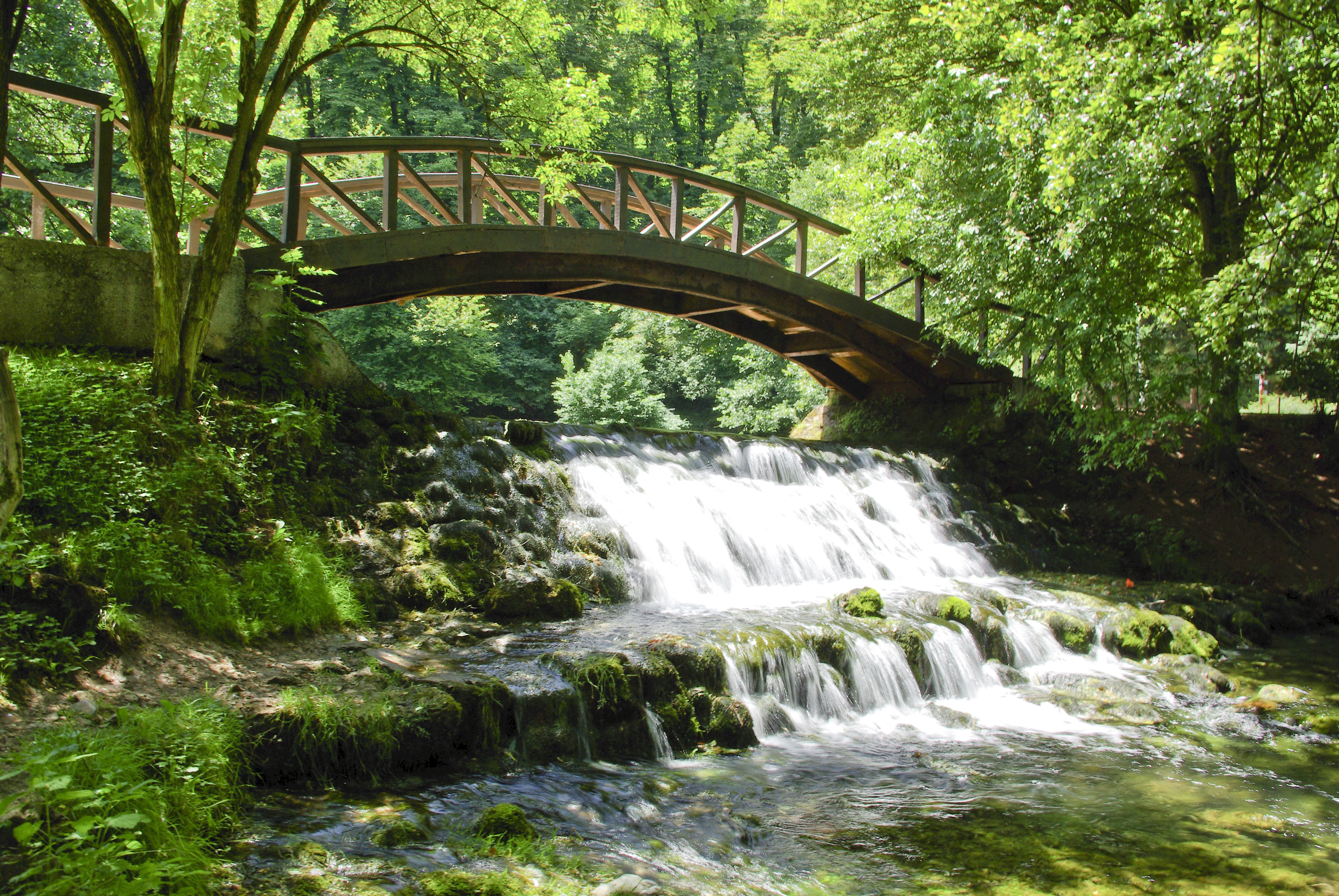
Міст через струмок Врело-Босне

Розташований на рівній поверхні на висоті 499 м над рівнем моря, місто оточене горами, найвища з яких Іґман висотою 1 502 м видно з будь-якої точки міста. Річка Железниця, притока Босни протікає через центр.
Завдяки м'якому клімату і складу вод, в Ілиджі діє курорт.

## Історія
Перші поселення людей відносяться до періоду неоліту, так званої Бутмірської культури. За часів римлян місце називалося Акви Сулфур (Aquae Sulphurae).
Середньовічне місто входило до складу регіону Верхбосна. Катери, один з двох перших боснійських міст згаданий Костянтином Багрянородним у трактаті Про управління імперією, був знайдений на території Ілиджі. Учнями Кирила і Мефодія заснована церква біля струмка Врело-Босні.
Основа сучасного міста закладена під Османським управлінням. Тоді місто отримало свою назву від тур. ilıca — «місце, яке зцілює». Збереглися будинки в східному стилі, побудовані в XV—XVI століттях, а також мечеті і мости.
Ілиджа, як і решта Боснії, пройшла процес індустріалізації з включенням до складу Австро-Угорщини. З'явилися вокзал, залізниця, готелі, Ілиджа стала найважливішим після Сараєво містом.